# 박영길 (야구인)
박영길(朴永吉, 1941년 11월 5일 ~ )은 KBO 리그 롯데 자이언츠, 삼성 라이온즈, 태평양 돌핀스의 감독이었다. 외야수 출신 감독 중 드물게 가장 좋은 성적을 기록한 감독이지만, 자신의 야구관을 선수들에게 너무 강요한 탓인지 선수들한테 인기가 없었다.
한편,   김일융의 일본 복귀, 황규봉의 코치 승격 등의 이유 탓인지  투수력이 붕괴되어 1987년 한국시리즈에서 스윕을 당했으며  이에 삼성은 1988년 2월 16일부터 장명부를 1년 계약 형식으로  2군 투수코치 영입했고 그 덕에 장명부는 본인(박영길)이 1990년 시즌 후 태평양 감독에 부임할 당시 투수코치로 영입될 예정이었지만  구단 측의 반대로 무산됐는데 본인(박영길)은 태평양 감독 부임 과정에서 장명부 투수코치 영입이 실패한 것 외에도 기존 코치진 유임을 밝혔으나 이들은 전임 김성근 감독이 길러놓은 사람들이라 원만한 팀운영이 의문시된다는 지적이 있었으며 기존 코치진 중에서는 박용진 코치만 퇴진시키는 데 그쳤다.
게다가,   다음 해인 1988년 플레이오프에서 3패로 탈락한 뒤 가진 기자회견에서 성적부진을 선수 탓으로 돌리는 발언을 했고 이 말은  선수들의 집단항명 사태를 불렀으며 결국 임기를 1년 남겨두고  도중하차했다.
그 뒤, 1990년 11월 3일부터 4년 임기 형식으로 태평양 돌핀스 감독에 부임하여 현장에 복귀했는데 기존 코치진 유임을 밝혔으나 이들은 전임 김성근 감독이 길러놓은 사람들이라 원만한 팀운영이 의문시된다는 지적이 있었으며 김진영 감독이 1989년 11월 9일부터 2년 계약 형식을 통해 롯데 감독을 맡으면서 같은 달 30일부터 1년 계약으로 롯데 투수코치를 맡았지만 김진영 감독이 1990년 초반 한때 상위권을 질주했음에도 팀 순위 다툼이 치열해지자 당초 구상과는 달리 중반 이후 서서히 등판시키겠다던 박동희를 선발-마무리 할 것 없이 마구잡이로 투입시켰고 이 때문에 정작 승부처인 후반기 이후부터 힘을 쓰지 못하여 시즌 도중 해임된 데다 같은 해 말 강병철 감독이 재부임하면서 소위 '김진영 라인' 지우기에 따라 퇴출된 장명부 투수코치 영입도 구단 측의 반대로 무산됐으며 김진영 감독은 1990년 이후 프로야구계에 돌아오지 못했다.
결국  본인(박영길)이 태평양 감독으로 부임하면서 기존 코치들 중 박용진 코치만 퇴진시킨 대신 신용균 수석코치 등 기존 인물에 이선덕 전 OB 2군감독, 이홍범 OB 코치, 성기영 전 롯데 감독을 새롭게 보강했다.
게다가, 본인(박영길)이 기존 '김성근 사단'의 일원인 신용균 수석코치와 불화를 빚어 전체 코칭스태프가 동요하는 바람에 계약기간을 3년 남기고 감독직 자리에서 물러났으며 박영길 감독의 중도해임 과정에서  '김성근 사단'의 또다른 잔류멤버인 신용균 (수석) 최주억 (1군 수비) 이종도 (1군 주루) 박상열 (2군 투수) 김대진 (2군 타격) 이근식 (2군 타격보조) 코치 등이  팀을 떠났고 정동진 전 삼성 감독이 부임하면서 이선덕 1군 투수코치가 2군감독, 성기영 2군감독이 1.5군 감독으로 자리를 옮겼으며 한때 김시진 투수코치 영입설이 있었으나 태평양 측에서 대구 출신 코치들이 많다는 이유로 좌절됐고  대신 정동진 감독과 함께 대구상고-제일은행 시절 선수생활을 같이 한 류영수 삼성 2군감독을 수석-투수코치, 오대석 전 롯데 선수를 1군 수비코치, 김진영 감독이 1989년 11월 9일부터 2년 계약 형식으로 롯데 감독을 맡아 이 팀 코치로 현장에 돌아왔지만 김진영 감독이 1990년 초반 한때 상위권을 질주했음에도 팀 순위 다툼이 치열해지자 당초 구상과는 달리 중반 이후 서서히 등판시키겠다던 박동희를 선발-마무리 할 것 없이 마구잡이로 투입시킨 것 탓인지   승부처인 후반기 이후부터 힘을 쓰지 못하여 시즌 도중 해임된 데다 같은 해 말 강병철 감독이 재부임하면서 소위 '김진영 라인' 지우기에 따라 퇴출된 김무관 전 롯데 코치를 2군 타격코치로 영입했으며 정진호 2군 수비코치가 1군 주루-작전코치, 정영기 플레잉코치가 2군 수비코치로 보직을 변경했다.
다만, 정동진 감독 부임 과정에서 류영수 오대석 김무관 코치 영입 문제를 놓고 세 사람의 전 소속인   삼성과 롯데 측으로부터 반발을 사야 했다.

## 경력
- 충무초등학교(99년 3월 토성초등학교에 통합)
- 경남중학교
- 경남고등학교
- 동아대학교
- 롯데 자이언츠 창단 감독 : 1982년 ~ 1983년 7월 5일
- 삼성 라이온즈 타격코치 : 1984년 ~ 1986년
- 삼성 라이온즈 감독 : 1986년 11월 24일 ~ 1988년 11월 15일
- MBC 프로야구 해설자 : 1989년 ~ 1990년
- 태평양 돌핀스 감독 : 1990년 11월 1일 ~ 1991년 10월 22일
- PSB TV 프로야구 해설자 : 1995년 ~ 2003년
- 스포츠서울 객원기자 : 2001년 ~
- 서울 해치 고문 : 2010년 ~ 2011년